# Сапала (департамент)
Департамент Сапала  (исп. Departamento de Zapala) — департамент в Аргентине в составе провинции Неукен.
Территория — 5200 км². Население — 36549 человек. Плотность населения — 7,00 чел./км².
Административный центр — Сапала.

## География
Департамент расположен в центральной части провинции Неукен.
Департамент граничит:
- на северо-западе — c департаментом Пикунчес
- на северо-востоке — с департаментом Аньело
- на востоке — с департаментом Конфлуэнсия
- на юго-востоке — с департаментом Пикун-Леуфу
- на юго-западе — с департаментом Катан-Лиль

Территория департамента расположена на базальтовом плато в предандийской Патагонии. Северная граница проходит по плато, возвышающемуся над долиной реки Ковунко (Covunco). Западная и северо-западная границы географически трудно определимы, поскольку они проложены по обширной безводной равнине, поросшей скудной растительностью. Восточную и южную границы департамента определяют западная оконечность плато Барда Негра (Barda Negra) и каньон Санто-Доминго (Santo Domingo). Наивысшие точки местности — горные массивы Чачиль (Chachil, 2800 м) и Кансино (Cansino, 1811 м).

## Демография
По данным Национального института статистики и переписи населения в Аргентине на 2010 год численность жителей департамента была 36549 против 35806 человек в 2001 году, что составило рост на 2,1%.

## Физико-географические характеристики
Климат засушливый, умеренный внутриконтинентальный. Основная масса осадков, приносимых ветрами с Тихого океана, выпадает на западных склонах Анд. Переваливая через горы, воздушные потоки иссушаются и осадков не дают. Преобладающие ветры — западные, северо-западные и юго-западные, преимущественно с августа по октябрь. Средняя скорость — 45 км/ч, при этом порывы могут достигать скорости 180 км/ч.
Дожди редки, осадки преимущественно в виде снега, 200-300 мм в год, в период с мая по сентябрь.
Среднегодовая температура - 14 °C; средняя температура лета - 22 °C, максимальная - 31 °C; средняя температура зимы - 6 °C, минимальная зарегистрированная - минус 15 °C.
Местные почвы — пустынного типа, песчано-каменистые. Растительность характерная для патагонской степи.

## История
Коренные жители аргентинской Патагонии — индейцы пуэльче и теуэльче. В XVI—XIX вв. они были в большой степени ассимилированы мигрировавшими с тихоокеанского побережья Чили индейцами мапуче (арауканами). Первые европейцы появились на патагонском побережье в начале XVI века, но глубинная часть патагонских земель, населённая индейскими племенами, оставалась неизведанной вплоть до начала XIX века.
Ситуация стала меняться с созданием в 1816 году самостоятельного аргентинского государства. Аргентинское правительство приступило к постепенной целенаправленной политике присоединения южных территорий, в ходе которой индейцы сгонялись со своих мест, а территории, издавна использовавшиеся ими в качестве племенных охотничьих угодий, превращались в пастбища для крупного рогатого скота аргентинских фермеров; тогда же на этих землях стали появляться первые поселения белых людей. Индейцы ответили на это вторжение нападениями на поселения, убийствами мирных жителей, угонами лошадей и крупного рогатого скота. Вначале эти действия имели характер отдельных стычек, нежели настоящей войны, и каждое индейское племя действовало самостоятельно, защищая свои собственные интересы. Тем не менее, уже в это время аргентинцы стали строить первые военные крепости в Патагонии с постоянными гарнизонами для защиты мирного населения от набегов.
Несколько военных экспедиций, проведённых против индейцев, не принесли желаемых результатов. В то же время Аргентина, с одной стороны, продолжала испытывать потребность в новых территориях для развития животноводческого хозяйства и обеспечения землёй прибывающих иммигрантов, а с другой стороны, у аргентинского правительства имелись все основания опасаться захвата патагонских земель соседним государством Чили, правительство которого приступило к завоеванию неосвоенных территорий, лежащих к югу от его южной границы, уже в середине века — в 1845 году чилийцы основали в Магеллановом проливе порт Пунта Аренас, а с 1861 года их военные операции против проживающих на южных границах государства индейцев стали носить регулярный характер. Под давлением чилийской армии племена мапуче всё более распространяли своё влияние на территорию соседней «глубинной» Патагонии, что привело к усилению так называемой арауканизации местных племён.
Полномасштабное завоевание чилийской армией земель, лежащих к югу от чилийской границы (так называемое Умиротворение Араукании) началось в 1869 году. Спустя два года, в 1871 году, аргентинцы тоже стали переходить к регулярным действиям против войск индейских племён. Эта военная кампания, продолжавшаяся до середины 1880-х гг., вошла в историю под названием «Завоевание пустыни».
К апрелю 1879 года аргентинская армия под командованием генерала Хулио Архентино Роки установила контроль над территорией к северу от реки Рио-Негро и её северного притока Неукен.
В 1881 году кампания по завоеванию Патагонии продолжилась под командованием полковника Конрада Вильегаса. В течение года армия вышла на рубеж реки Лимай. Таким образом под контроль Аргентины перешли новые территории, вошедшие впоследствии в состав провинции Неукен. С окончанием военной кампании, в ходе которой индейское население было частично уничтожено, депортировано или было вынуждено бежать на территорию современного Чили, здесь возникают первые поселения, жители которых — иммигранты и переселенцы из других регионов Аргентины — занимались разведением скота на пастбищах, которые ранее использовало индейское население.

## Административное деление
Департамент включает 6 муниципалитетов:
- Сапала
- Мариано-Морено
- Ковунко-Абахо
- Лос-Катутос
- Рамон-М.Кастро
- Вилья-дель-Пуэнте-Пикун-Леуфу

## Важнейшие населенные пункты[4]
| № | Населённый пункт | Населённый пункт (исп.) | Категория | Население чел. (2010) | На карте                        |
| - | ---------------- | ----------------------- | --------- | --------------------- | ------------------------------- |
| 1 | Сапала           | Zapala                  | город     | 32097                 | 38°53′51″ ю. ш. 70°03′41″ з. д. |
| 2 | Мариано-Морено   | Mariano Moreno          | город     | 2660                  | 38°45′47″ ю. ш. 70°02′16″ з. д. |
| 3 | Лос-Катутос      | Los Catutos             | поселок   | 229                   | 38°50′12″ ю. ш. 70°11′53″ з. д. |
| 4 | Рамон-М.Кастро   | Ramón M. Castro         | поселок   | 125                   | 38°51′49″ ю. ш. 69°44′42″ з. д. |

## Общины
- Вилья-дель-Пуенте-Пикун-Леуфу
- Ковуко
- Санто Доминго
- Ла Амарга
- Ньиреко